# Флорес Хосе Марія
Хосе Марія Флорес (ісп. José Mariá Flores, 1818 — 1866) — офіцер (пізніше генерал) мексиканської армії, який виконував обов'язки губернатора Верхньої Каліфорнії з 1846 до 1847 року, під час Американо-мексиканської війни.